# Eilema tristis
Eilema tristis är en fjärilsart som beskrevs av De Toulgoët 1954. Eilema tristis ingår i släktet Eilema och familjen björnspinnare. Inga underarter finns listade i Catalogue of Life.